# Rybaki (Wrocław)
Rybaki (niem. Fischerau) – dawna wieś klasztorna, dziś w granicach Wrocławia, na południowy wschód od Ołbina i na północny zachód od Szczytnik, w rejonie dzisiejszych ulic Sienkiewicza, Grunwaldzkiej i Piastowskiej, na terenach administracyjnie zaliczanych po II wojnie światowej do dzielnicy Śródmieście, obecnie do osiedla Plac Grunwaldzki.
Wieś założona około roku 1700 przez Chrysostomusa Fischera (od jego nazwiska wywodzi się niemiecka nazwa, potem sztucznie przetłumaczona na język polski), przeora klasztoru św. Wincentego (usytuowanego przy pl. Nankiera, obecnie katedra greckokatolicka św. Wincentego i św. Jakuba). Po sekularyzacji w 1810 własność prywatna. Według danych z 1845 rozróżniano Małe (Klein) i Wielkie (Groß) Rybaki, przy czym w tych drugich zanotowano wówczas 105 mieszkańców, zamieszkujących w pięciu gospodarstwach i prowadzących 3 zakłady rzemieślnicze i ogrodnictwo. Po włączeniu w granice miasta w 1868 rozpoczął się proces urbanizacji wsi, której nazwa wyszła z użycia pod koniec XIX wieku wraz z wybudowaniem czynszowych kamienic. Część domów przetrwała oblężenie Festung Breslau w 1945 w stopniu nadającym się do odbudowy i zachowała się do dziś.